# Arenella
Arenella is een van de dertig quartieri, kwartieren of wijken van de Italiaanse stad Napels. De wijk heeft ongeveer 67.000 inwoners. De wijk maakt samen met de wijk Vomero het stadsdeel Municipalità 5 uit.
Arenella grenst aan de wijken Vomero, Soccavo, Chiaiano, San Carlo all'Arena, Stella, Avvocata en Montecalvario.